# Denny Shute
Densmore "Denny" Shute, född 25 oktober 1904, död 13 maj 1974, var en amerikansk golfspelare.
Shute vann tre majortävlingar: 1933 års The Open Championship på Old Course i St Andrews samt 1936 och 1937 års PGA Championship. Han var den siste som vann den tävlingen flera år i följd innan Tiger Woods gjorde det 1999 och 2000.
Shute var medlem i USA:s lag i Ryder Cup tre gånger. 1933 missade han en putt som skulle ha gjort att tävlingen slutade oavgjort.
| Majorsegrare genom tiderna                                                                                    |                |             |              |                  |
| 200 olika spelare har vunnit i herrarnas majortävlingar. Denny Shute var den 57:e spelaren som vann en major. |                |             |              |                  |
| 1:a | 56:e           | 57:e        | 58:e         | 200:e            |
| Willie Park Sr                                                                                                | Johnny Goodman | Denny Shute | Horton Smith | Louis Oosthuizen |
| Lista över golfens majorsegrare                                                                               |                |             |              |                  |